# Harri Laks
Harri Laks, född 12 juni 1923 i Tartu, Estland, död 26 augusti 2000 i Uddevalla, var en svensk målare, tecknare och skulptör. 
Frånsett en kortare tids utbildning med några kvällskurser vid konstskolan Pallas i Tartu var Laks huvudsakligen autodidakt som konstnär. 1942 tvångsmobiliserades han och andra världskriget kom mellan, men trots detta målade han ett antal tavlor bland annat från Karelen och Impilax, som än i dag finns bevarade. Slutligen hamnade han på en flyktingförläggning i Sverige där han under ett par månader målade ett 40-tal tavlor, som ställdes ut på Stadshotellet i Sandviken 1944. Nästan omgående efter utställningen flyttade han till Göteborg, i början försörjde han sig på olika sorters tillfälliga arbeten men kunde senare leva på sin konst.
1945 deltog han i utställningen Estnisk Konst på Värmlands museum, där Helge Kjellin hade samlat 26 estniska konstnärer, bland andra Erik Haamer och Eduard Wiiralt. Hans verk visades även på Estnisk och Lettisk konst på Liljevalchs 1946 i Stockholm, Röhsska Konstslöjdsmuseet 1947 och på Meets 1948 i Göteborg.
Laks reste till Paris 1950-1951 för att studera skulptur. Där fick han arbeta i Edvard Wiiralts ateljé. 1956 påbörjade han teckningslärarutbildningen på Konstfack i Stockholm.
Redan i Estland hade en gupp konstnärer och författare bildat ett litterärt sällskap vid namn Tuulisui (ord för vinden) där också Harri Laks deltog.
Rätt snart efter ankomsten till Sverige lyckades han tillsammans med ett par vänner samla kraft för att trycka tidningar och böcker i Tuulisuis namn. I samband med detta illustrerade han bland annat Nägu Koduaknas av Kalju Lepik.